# 李焯然
李焯然（1628年8月16日—17世紀），號蘭若，山西平陽府翼城縣人，清朝政治人物。

## 生平
李焯然是順治二年（1645年）乙酉科山西鄉試舉人，三年（1646年）聯捷丙戌科進士，先在吏部觀政，四年（1647年）獲授郾城知縣，七年（1650年）調嘉魚知縣，為政端肅清正，三年內沒有騷擾鄉里的胥吏，人們都懷念他。

## 家族
曾祖李景章；祖父李彤；父李元泰。

## 引用
1. 1 2 3  《順治三年丙戌科進士三代履歷》：李焯然，曾祖景章；祖彤；父元泰。蘭若，易四房，戊辰七月十七日生，翼城人，乙酉二十五名，會試二百九十二名，三甲二百六十六名，吏部觀政，丁亥授河南郾城知縣，庚寅補湖加【廣】加【嘉】魚知縣。
2. ↑  乾隆《重修嘉魚縣志·秩官志第六》：李焯然 順治辛卯任，山西翼城人由進士，端肅清正，在任三年，鄉里中無一胥之擾，至今士民懷之。